# Campionato sudamericano di rugby 2000
Il campionato sudamericano di rugby 2000 (in spagnolo Sudamericano de Rugby 2000; in portoghese Campeonato Sul-Americano de Rugby de 2000) fu il 22º campionato continentale del Sudamerica di rugby a 15.
Si tenne in Uruguay dal 12 al 18 novembre 2000 fra tre squadre nazionali e fu vinto dall'Argentina A, alla sua prima partecipazione dopo quarantanove anni di presenza al torneo della squadra maggiore, ma che diede al suo Paese il ventunesimo titolo, decimo consecutivo.
Fu l'edizione in cui il torneo si strutturava in divisioni di merito con sistema di promozione e retrocessione: con esso fu introdotta la distinzione tra Sudamericano "A", il torneo di prima divisione che continuava ad assegnare il titolo di campione continentale, e il Sudamericano "B", che nelle successive edizioni divenne il torneo che promuoveva la squadra prima classificata al campionato "A" ricevendo da questa l'ultima classificata.
Al campionato "A", che si tenne presso il Carrasco Polo Club di Montevideo, in Uruguay, avrebbero dovuto partecipare quattro squadre, ovvero Argentina, Cile, Uruguay e Paraguay, ma quest'ultima defezionò proprio alla vigilia del torneo adducendo come motivazione quella di non avere una squadra abbastanza competitiva per disputarlo; la competizione si svolse quindi tra le tre squadre rimanenti.
La federazione argentina inviò la propria nazionale A, denominata Desarrollo, composta di elementi emergenti, che si impose di misura sul Cile per 18-16 e a seguire sull'Uruguay per 29-19, due vittorie grazie alle quali si laureò campione sudamericana per la ventunesima volta su ventidue edizioni.
La prima edizione del Sudamericano "B" si tenne invece a San Paolo del Brasile e vide vincitrice la squadra di casa davanti a Venezuela e Perù.
Il valore delle marcature, come stabilito dall’IRFB nel 1992, era: 5 punti per ciascuna meta (7 se trasformata), 3 punti per la realizzazione di ciascun calcio piazzato, idem per il drop.

## Squadre partecipanti
| Sudamericano “A” | Sudamericano “B” |
| ---------------- | ---------------- |
| Argentina A      | Brasile          |
| Cile             | Perù             |
| Uruguay          | Venezuela        |

## Sudamericano "A"

### Incontri
| Arbitro: | Ricardo Ponce de León |

|              |      |              |
| Amarillo     | mt   |              |
| Amarillo (2) | c.p. | González (3) |

| Arbitro: | Aram Chouldjian |

|                       |      |                        |
| Higgs 5’ Viassolo 45’ | mt   | 52’ Coda               |
| Macat 5’              | tr   | 52’ González           |
| Macat 20’, 57’        | c.p. | 10’, 20’, 33’ González |

| Arbitro: | Carlos Belmonte |

|                                          |      |                                            |
| Amarillo 54’ Berruti 65’ Capó Ortega 76’ | mt   | 27’ Macat 39’ Dalla Fontana 72’ Sambucetti |
| Menchaca 54’, 65’                        | tr   | 39’ Macat                                  |
|                                          | c.p. | 10’, 21’, 60’ Macat                        |
|                                          | drop | 43’ Macat                                  |

## Classifica
| Pos | Squadra     | G | V | N | P | PF | PS | DP  | Pt |
| --- | ----------- | - | - | - | - | -- | -- | --- | -- |
| 1   | Argentina A | 2 | 2 | 0 | 0 | 47 | 35 | +12 | 4  |
| 2   | Uruguay     | 2 | 1 | 0 | 1 | 30 | 38 | −8  | 2  |
| 3   | Cile        | 2 | 0 | 0 | 2 | 25 | 29 | −4  | 0  |
| 4   | Paraguay    | 0 | 0 | 0 | 0 | 0  | 0  | 0   | 0  |

## Sudamericano “B”

### Incontri
| Data       | Incontro            | Risultato | Sede      |
| ---------- | ------------------- | --------- | --------- |
| 12-11-2000 | Brasile ― Perù      | 53–0      | San Paolo |
| 15-11-2000 | Perù ― Venezuela    | 13–54     | San Paolo |
| 18-11-2000 | Brasile ― Venezuela | 30–12     | San Paolo |

### Classifica
|  | Classifica | G | V | N | P | P+ | P-  | diff. | PT |
|  | ---------- | - | - | - | - | -- | --- | ----- | -- |
|  | Brasile    | 2 | 2 | 0 | 0 | 83 | 12  | +71   | 4  |
|  | Venezuela  | 2 | 1 | 0 | 1 | 66 | 43  | +23   | 2  |
|  | Perù       | 2 | 0 | 0 | 2 | 13 | 107 | -94   | 0  |